# Navouvalu
Navouvalu, Nabouwalu, Nambouwalu – miasto na Fidżi (Dystrykt Północny), na wyspie Vanua Levu. Według danych szacunkowych na rok 2009 liczy 557 mieszkańców.